# ジョゼ・アントニオ・ド・サントス・ダ・シルヴァ
ゼ・アントニオ (Zé António) ことジョゼ・アントニオ・ドス・サントス・ダ・シルヴァ（José António dos Santos Silva、1977年3月14日 - ）は、ポルトガル出身の元サッカー選手。ポジションはDF（センターバック）。

## 経歴
地元のSCトレエンセから1998年にFCポルトに移籍したが、トップチームでの出場は1試合もなく、下部リーグのクラブにレンタルされた。2002-03シーズンにはヴァルジンSCで降格を経験し、アカデミカ・コインブラに移籍した。アカデミカではトネルとコンビを組んだ。14位でトップリーグ残留を決めた彼は、フリーでボルシアMGに移籍した。2006-07シーズンに降格した後もチームに残ったが、2008年1月にトルコのマニサスポルにレンタル移籍した。2008年夏、2年契約でラシン・サンタンデールに移籍したが、2008-09シーズンは1試合も出場しなかった。

## 所属クラブ
- 1994-1998  SCトレエンセ（ポルトガル語版）
- 1998-2000  FCポルト

1998-1999 → レサFC(loan)
1999-2000 → FCアルヴェルカ (loan)
- 2001-2002  FCアルヴェルカ
- 2002-2003  ヴァルジンSC
- 2003-2005  アカデミカ・コインブラ
- 2005-2008  ボルシア・メンヒェングラートバッハ

2008 → マニサスポル (loan)
- 2008-2009  ラシン・サンタンデール
- 2010-2011  UDレイリア
- 2012-2015  FCポルトB（ポルトガル語版）